# Клемм, Генрих Вильгельм
Генрих Вильгельм Клемм (Clemm; — 1775) — богослов и математик, профессор в Штутгарте.
Опубликовал: «Examen temporum mediorum etc.» (Берлин, 1752), к которому знаменитый академик Эйлер написал предисловие: «Lettre sur quelques paradoxes du calcul analytique» (Тюбинген, 1752); «Gründe aller mathematischen Wissenschaften» (Штутгарт, 1759); «Amoenitates academicae» (Штутгарт, 1754—1767); «Einleitung in die Religion» (Тюбинген, 1762—1773) и др.